# W75N(B)-VLA2
W75N(B)-VLA2 - масивна протозоря близько 300 разів яскравіше, ніж наше Сонце, яка спостерігається з 1996 року. До 2015 її зоряний вітер змінюється від компактної сферичної форми  до витягнутої, даючи можливість розуміння того, що відбувається при формуванні масивної зірки . Досліджує процеси народження нової зорі Лейденський університет, Національний автономний університет Мексики в Мехіко. Відбувається це в реальному часі. . 